# Görele
Görele là một huyện thuộc tỉnh Giresun, Thổ Nhĩ Kỳ. Huyện có diện tích 179 km² và dân số thời điểm năm 2007 là 28357 người, mật độ 158 người/km².